# Pougy
Pougy é uma comuna francesa na região administrativa de Grande Leste, no  departamento de Aube. Segundo os censos de 1999, estende-se por uma área de 8,96 km². Em 2010 a comuna tinha 293 habitantes (densidade: 32,7 hab./km²).